# Karl von Stieler

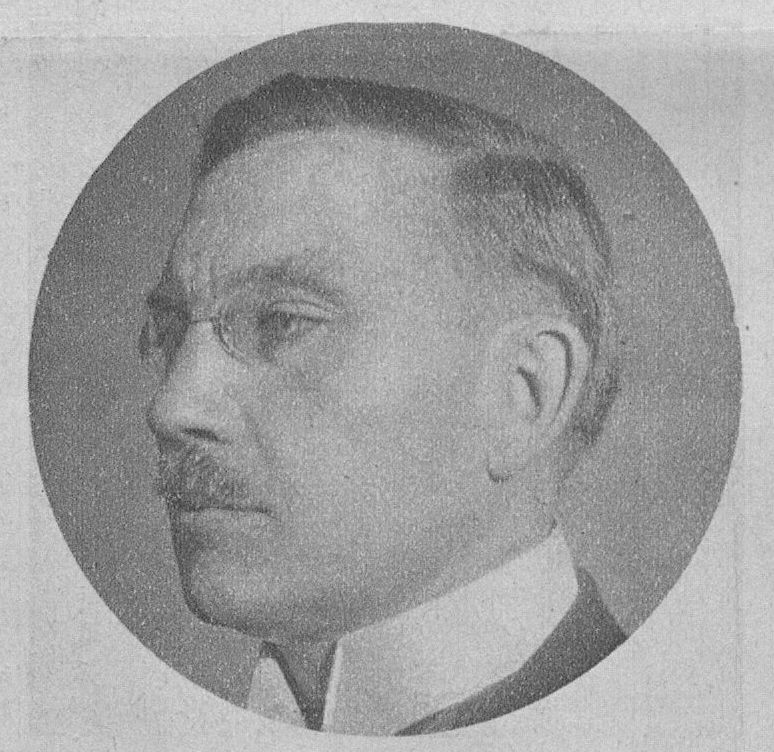
Karl von Stieler, um 1924

Karl von Stieler (* 12. März 1864 in Heilbronn; † 16. Februar 1960 in Bebenhausen) war ein deutscher Verwaltungsjurist und Ministerialbeamter. 

## Leben
Nach Abschluss seines Studiums der Rechtswissenschaften wurde er 1894 Richter am Amtsgericht Stuttgart. Nach dortiger zweijähriger Tätigkeit wechselte er 1896 als Mitarbeiter in die Domänendirektion des Königreichs Württemberg und daraufhin 1899 als Finanzrat zur Generaldirektion der Königlich Württembergischen Staats-Eisenbahnen. Zwischen 1904 und 1907 wurde er als Geheimer Regierungsrat in das Reichseisenbahnamt abgeordnet. Im Anschluss war er Staatsrat des Großherzogtums Baden sowie Präsident der Generaldirektion der Württembergischen Staats-Eisenbahnen.
Nach Gründung der Weimarer Republik wurde er 1919 zunächst zum Unterstaatssekretär und kurz darauf neben Max Peters zum Staatssekretär im Reichsverkehrsministerium und bekleidete dieses Amt bis November 1923 unter den Reichsverkehrsministern Johannes Bell, Gustav Bauer, Wilhelm Groener sowie Rudolf Oeser. Zugleich war er dort Leiter der Eisenbahnabteilung sowie Leiter des Reichseisenbahnrats und kann als der eigentliche Vater der Deutschen Reichsbahn während der Weimarer Republik gelten.
Im Anschluss war er bis 1934 Vizepräsident des Verwaltungsrates der Deutschen Reichsbahn-Gesellschaft.
Er war Mitglied der Akademischen Gesellschaft Stuttgardia Tübingen.

## Ehrungen
- Ehrendoktorwürde der Juristischen Fakultät der Eberhard Karls Universität Tübingen
- 1952: Großes Verdienstkreuz der Bundesrepublik Deutschland
- 1954: Ehrenbürger von Bebenhausen, seit dessen Eingemeindung 1974 Ehrenbürger von Tübingen

## Schriften
- Die deutschen Eisenbahnen unter der alten und der neuen Reichsverfassung. Stuttgart 1924.
- Grundfragen aus dem Gebiete des deutschen Eisenbahnwesens. Stuttgart 1925.
- Der Dawes-Plan und die Reichseisenbahn. Stuttgart 1926.
- Der Internationale Eisenbahnverband und die Entwicklung älterer internationaler Eisenbahnorganisationen seit Kriegsende. Berlin 1926.
- Autonomiebestrebungen bei Staatseisenbahnen. Stuttgart 1927.